# Responsibility to protect
Responsibility to protect (R2P engelsk: Ansvar for at beskytte) er et folkeretligt princip der blev enstemmigt vedtaget på FNs verdenstopmøde i 2005. 
Forpligtelsen kan deles op i tre dele:
- Den enkelte stats forpligtelse til at beskytte sine borgere mod folkedrab, forbrydelser mod menneskeheden og krigsforbrydelser.
- Hvis den enkelte stat ikke kan leve op til forpligtelsen til at beskytte sine borgere har det internationale samfund en pligt til at hjælpe staten med dette.
- Hvis den enkelte stat ikke lever op til forpligtelsen til at beskytte sine borgere har det internationale samfund en pligt til at handle.[1]

## Begrebets oprindelse
Efter den diplomatiske krise vedrørende Kosovokrigen opfordrede FNs daværende generalsekretær Kofi Annan det internationale samfund til at skabe enighed om en ny definition på suverænitet. Til FNs generalforsamling den 20. september 1999 spurgte han retorisk: "Hvis humanitær intervention er et uacceptabelt angreb på suverænitet, hvordan skal vi så reagere på et Rwanda, på Srebrenica – på omfattende og systematiske krænkelser af menneskerettigheder, der fornærmer ethvert forskrift om vores fælles menneskelighed?"

## ICISS
Den canadiske regering reagerede i september 2000 ved at nedsætte den internationale kommission vedrørende intervention og statssuverænitet: International Commission on Intervention and State Sovereignty (ICISS). I december 2001 fremkom kommissionen med en rapport, der bl.a. foreslog begrebet "Responsibility to protect". Kommissionen mente at der var tydelige fordele ved dette begreb frem for begrebet "Humanitær Intervention", da R2P betoner pligten til at reagere kraftigere. 

## FNs forsamling i 2005
Ved FN-forsamlingen i 2005 inkluderede medlemsstaterne begrebet i § 138 og § 139. Paragrafferne definerede R2P og fastlagde et eventuelt ansvar.
§ 138:
"Each individual State has the responsibility to protect its populations from genocide, war crimes, ethnic cleansing and crimes against humanity. This responsibility entails the prevention of such crimes, including their incitement, through appropriate and necessary means. We accept that responsibility and will act in accordance with it. The international community should, as appropriate, encourage and help States to exercise this responsibility and support the United Nations in establishing an early warning capability."
§ 139: 
"The international community, through the United Nations, also has the responsibility to use appropriate diplomatic, humanitarian and other peaceful means, in accordance with Chapters VI and VIII of the Charter, to help protect populations from genocide, war crimes, ethnic cleansing and crimes against humanity. In this context, we are prepared to take collective action, in a timely and decisive manner, through the Security Council, in accordance with the Charter, including Chapter VII, on a case-by-case basis and in cooperation with relevant regional organizations as appropriate, should peaceful means be inadequate and national authorities manifestly fail to protect their populations from genocide, war crimes, ethnic cleansing and crimes against humanity. We stress the need for the General Assembly to continue consideration of the responsibility to protect populations from genocide, war crimes, ethnic cleansing and crimes against humanity and its implications, bearing in mind the principles of the Charter and international law. We also intend to commit ourselves, as necessary and appropriate, to helping States build capacity to protect their populations from genocide, war crimes, ethnic cleansing and crimes against humanity and to assisting those which are under stress before crises and conflicts break out."

## Principper for militær intervention
1. Retfærdig begrundelse
2. Forholdsregler
3. Den rette autoritet
4. Operationelle principper:

- Klart formål
- Fælles militær tilgang blandt de involverede parter
- Accept af begrænsninger for brugen af militæret – målet er at beskytte befolkningen – ikke nedkæmpe en stat
- Klare regler for involveringen
- Accept af at forsvaret af de intervenerende styrker ikke er det primære mål
- Maksimal koordination med humanitære organisationer

## Begrebets anvendelse
I praksis er begrebet anvendt ved følgende lejligheder:
- Darfur
- Kenya
- Libyen

### Forsøg på anvendelse
Begrebet er endvidere forsøgt anvendt – uden det internationale samfunds opbakning – i følgende situationer:
- Frankrig forsøgte at anvende begrebet til at legitimere sin brug af militære styrker i Myanmar.
- Rusland forsøgte at anvende begrebet til at legitimere sin brug af militære styrker i Georgien.

I 2008 blev The Global Centre for the Responsibility to Protect oprettet for at omsætte princippet om ansvar for at beskytte til handling; Det er støttet af en lang række internationale humanitære organisationer, og har hovedsæde i New York